# Hydrocynus
Hydrocynus es un género de pez de la familia Alestiidae, perteneciente al orden Characiformes y endémico en el continente africano. El nombre se deriva del griego hydro (agua) + kyon (perro). Actualmente hay 6 especies reconocidas en este género, todas llamadas vulgarmente peces tigre africanos.

## Especies
- Hydrocynus brevis (Günther, 1864)[3]
- Hydrocynus forskahlii (G. Cuvier, 1819)[3]
- Hydrocynus goliath (Boulenger, 1898)[3]
- Hydrocynus somonorum (Daget, 1954)[3]
- Hydrocynus tanzaniae (B. Brewster, 1986)[3]
- Hydrocynus vittatus (Castelnau, 1861)[3]